# 学校を休む権利
学校を休む権利（がっこうをやすむけんり）は、児童や生徒が自己都合で学校に登校しないこと（不登校）を認める権利。いじめや学校不適応への対策として認めるべき、という主張がある一方で、そのような権利を認めるのは学校側の問題解決放棄として批判する意見もある。

## 歴史
1994年の愛知県西尾市中学生いじめ自殺事件を機に、日本ではいじめやこれを苦にした自殺に関する議論が高まった。1995年には当時広島県の教育長を務めていた寺脇研が「自分も自殺を図ったことがある」と告白し、広島県教委は「いじめに苦しめられている子供に登校を強制しない」という内容が盛り込まれた文書を小・中・高校生のいる全家庭に配布した。広島県の異例の呼びかけは注目を集め、埼玉県では不登校児の親が作る団体が県に広島と同様の呼びかけを行うよう要請を行った。
また、日本教職員組合は1996年に大阪市で開催された第45次教研集会において、いじめ・不登校問題の特別分科会を設置した。この教研集会では不登校の高校生が出席し、「学校に行かないことをそのまま認めてほしい」と意見を述べた。翌年盛岡市で開催された教研集会では学校を休む権利についての議論が分科会の中心的話題となり、権利自体は確認されたものの、学校側での扱いについては最終日まで議論が続いた。この年開催された山梨や鹿児島の教研集会でも学校を休む権利が議論となった。
議論を通じて、不登校は子供の選択である、というとらえ方が広まってきたものの、「来なくていいと言われると、門を閉ざされた気持ちになり登校できない」という生徒側からの指摘や、学習の権利が奪われているとする親側の指摘もあり、子供の休む権利をどう考えるかについては議論が続いている。